# Тайна 7 сестёр
«Та́йна 7 сестёр» (англ. Seven Sisters, дословно — «Семь сестёр»), в ряде англоязычных стран «What Happened to Monday» (Что случилось с Понедельник) — фильм-антиутопия 2017 года. Сценаристы: Макс Боткин и Керри Уильямсон, режиссёр — Томми Виркола. В главных ролях Нуми Рапас, Гленн Клоуз и Уиллем Дефо. Дистрибьютором фильма выступила компания Netflix, которая выпустила фильм на своей платформе 18 августа 2017 года. В России премьера состоялась 31 августа.
Всемирная премьера фильма прошла в рамках кинофестиваля в Локарно летом 2017 года.

## Сюжет
К середине XXI века Земля страдает от перенаселения, что привело к массовому использованию генно-модифицированных продуктов, которые в свою очередь породили мутированный ген многоплодия, из-за которого каждые четыре дня население планеты стало увеличиваться ещё на миллион человек, причём всё чаще рождаются близнецы. В итоге правительство Европейской Федерации начало проводить политику «Одна семья — один ребёнок». Теперь в случае двойни и более оставляют только одного ребёнка, а остальных погружают в криосон, где они должны пребывать до тех пор, пока люди не справятся с проблемой перенаселения. Если же рождение второго ребёнка удалось скрыть, то его ищет специально созданное для этих целей Бюро по распределению детей. На улицах установлены блокпосты, где проверяют людей с помощью  надетых на их запястья идентификационных браслетов.
Терренс Сеттман узнает, что его дочь, с которой он долго не общался, умерла при родах, но при этом успела вне брака родить целых семерых девочек-близняшек. Терренс решает нарушить закон и оставляет себе всех семерых внучек, но официально в документах она у него одна — Карен Сеттман. Самих же внучек Терренс по старшинству называет днями недели. Он же изготавливает им семь идентификационных браслетов на одну личность, а в квартире оборудует для них тайный бункер. Вплоть до того дня, когда Карен должна пойти в школу, девочки живут не выходя на улицу, после чего Терренс вводит для них жёсткие правила: каждая девочка выходит из дома под именем Карен только в свой день недели; каждый вечер она рассказывает сёстрам о том, что с ней было на протяжении дня, чтобы они таким образом не допустили ошибок; если одна из девочек получает какое-нибудь увечье, то его придётся получить остальным сёстрам. Несмотря на зеркальную внешность, характеры у сестёр полярно разные. Неугомонная Четверг однажды сбегает из дома, катается на скейте и повреждает палец. Чтобы идентичность девочек не была нарушена, Терренс отрубает остальным внучкам по фаланге указательного пальца на левой руке...
2073 год, 30 лет спустя. Семерым сёстрам удаётся сделать из Карен Сеттман банковскую служащую, которая метит на повышение. Но не все сёстры довольны таким положением — выросшая строптивой Четверг открыто ненавидит личность Карен. В понедельник Понедельник приходит на работу, где её коллега Джерри, тоже метящий на повышение, угрозами намекает ей на некое разоблачение. Вечером Понедельник не приходит домой, а маячок в её браслете оказывается отключён. На следующий день Вторник отправляется на поиски сестры. В офисе она выясняет, что, получив повышение, Карен отправилась отмечать его в бар, где поругалась с Джерри и куда-то ушла. На выходе из этого бара Вторник встречают сотрудники Бюро распределения детей, которые насильно привозят её в резиденцию главы Бюро Николетт Кейман. Та показывает, что знает о семерых сёстрах, и отправляет агентов Бюро на квартиру Сеттман: она не хочет огласки, поэтому решает делать всё скрытно. В квартиру агенты проходят, приложив к сканер-замку вырванный глаз. Пятеро сестёр дают отпор и убивают агентов, но одна из них, Воскресенье, умирает от полученных ран. Просканировав сам глаз, сёстры с ужасом обнаруживают, что он принадлежит Вторник.
На следующий день на улицу отправляется Среда. Пятница снабжает её устройством, при помощи которого сестры могут наблюдать за происходящим её глазами. Среда идёт к Джерри, чтобы выяснить, что произошло с Понедельник. Кейман тем временем отправляет новую группу захвата и к Сеттманам, и к Джерри, потому что он «про них что-то знает». Среда приходит на квартиру к Джерри и, угрожая ему отнятым у одного из агентов шокером, требует сказать, какую именно правду он знает про Карен. Выясняется, что Карен Сеттман перечислила Николетт Кейман огромную сумму денег. Сразу после этого Джерри убивает наёмный снайпер, а Среда успевает переслать документ операции на их домашний компьютер, после чего, убив нескольких агентов, с боем покидает квартиру Джерри. Одновременно на квартиру Сеттманов приходит агент Бюро Эдриан Кноулз. Принявшая его под видом Карен Суббота с удивлением узнаёт от него, что, оказывается, одна из них крутит с ним роман. Он зовёт её к себе провести с ним ночь и Пятница тайком просит её подключиться к браслету Эдриана, чтобы получить полноценный доступ к Бюро.
Следуя советам сестёр, Среде удаётся оторваться от агентов, но в конечном итоге она застрелена одним из них. Четверг и Пятница смотрят присланный документ сделки и с удивлением узнают, что деньги Кейман перечислила Понедельник, и что деньги пойдут на предвыборную кампанию — Кейман собирается баллотироваться в парламент и диктовать новую политику: отныне людям можно иметь детей сколько им захочется, но лишь в случае, если их сочтут финансово состоятельными. Суббота, занимаясь с Эдрианом сексом, подключается к его браслету, и Четверг с Пятницей получают доступ к внутренним камерам видеонаблюдения в Бюро. На одной из них они находят заключённую в камере сестру и думают, что это Понедельник. На следующий день Суббота, разговорив Эдриана, с удивлением узнаёт, что это Понедельник крутила с ним роман, причём их отношения были очень серьёзные. Через какое-то время, после того как Эдриан уходит на работу, к нему в квартиру приходят другие агенты и убивают Субботу во время её сеанса связи с Четверг и Пятницей. Одновременно в квартиру Сеттманов ломятся другие агенты. Четвергу удаётся сбежать, а Пятница жертвует собой, устроив в их квартире масштабный взрыв из-за утечки газа.
К дому сестёр приезжает Эдриан, который успевает увидеть, как обожжённое тело Пятницы выносят на улицу, после чего в его служебном фургоне на него нападает Четверг, но только чтобы узнать, что Эдриан не знает тайну сестёр. Она рассказывает ему всю правду и излагает план: он её под видом трупа привозит в Бюро и отправляет в криогенику (куда, согласно репликам агентов, отправляли предыдущих сестёр). Когда он привозит Четверг в главный зал криогеники, там уже готовят к заморозке одну девочку. Лёжа в мешке для трупов, Четверг тайком снимает всё происходящее на камеру в браслете. Здесь выясняется, что «лишних» детей вовсе не погружают в криосон. Им делают усыпляющую инъекцию и сжигают в замаскированном под криосаркофаг инсинераторе. Четверг и Эдриан уничтожают команду палачей (толкают женщину в капсулу для сжигания, мужчину усыпляют) и отправляются на поиски Понедельник. Добравшись до её камеры, они обнаруживают, что это на самом деле Вторник с вырезанным глазом. Решено, что Вторник подключится к центральному серверу Бюро и запустит отснятый Четверг ролик во время презентации предвыборной программы Кейман, которая вот-вот начнётся. Четверг тем временем отправляется искать Понедельник и находит её живую в уборной при полном макияже. Здесь выясняется страшная правда: их всех сдала Понедельник, которая считает себя первой родившейся и настоящей Карен Сеттман. Четверг пытается переубедить сестру, но всё тщетно, и в завязавшейся драке Четверг стреляет в Понедельник.
Вторник и Эдриан проникают в серверную и, несмотря на то, что их обстреливают агенты Бюро, Вторник берёт под контроль систему презентации Кейман. В зал презентации входит Четверг под видом Понедельник и в этот же момент на экране демонстрируются кадры сожжения ребёнка. Кейман, поняв, что перед ней не Понедельник, бросается на Четверг, но их разнимают. Тут в зал входит окровавленная, но всё ещё живая Понедельник, которая целится в сестру из пистолета, но в неё стреляет вошедший в зал агент Бюро (думающий, что это не Понедельник), которого сразу после этого убивает Эдриан. Четверг держит за руку умирающую Понедельник, и та раскрывает, наконец, самую главную правду, толкнувшую её на эти страшные действия: она беременна двойней от Эдриана. Умирая, она просит Четверг заботиться о её детях и не позволить разлучить их.
Закон о распределении детей отменён. Николетт Кейман готовится предстать перед судом с вероятностью смертного приговора. Перед первым заседанием она произносит перед толпой речь, сообщая, что человечество отныне навсегда потеряло шанс на тот спокойный мир, который царил на Земле до того, как она начала страдать от перенаселённости, и призывает собравшихся  «одуматься, пока не стало совсем поздно». В финальной сцене Вторник с искусственным глазом, Четверг и Эдриан наблюдают за тем, как в искусственной матке донашиваются близнецы, которых зачали Эдриан и Понедельник. Здесь же выясняется, что Вторник выбрала себе новое имя — Терри, а Четверг в память о сёстрах оставила себе имя Карен.
Карен: Понедельник пожертвовала всем ради них…
Терри: Что ж… У неё получилось…
Между тем, финальный кадр демонстрирует, что сцена разворачивается в гигантском помещении, заполненном множеством бэби-боксов с младенцами.

## В ролях
- Нуми Рапас — Понедельник, Вторник, Среда, Четверг, Пятница, Суббота, Воскресенье / Карен Сеттман[9][10][11]
  - Клара Рид — Понедельник, Вторник, Среда, Четверг, Пятница, Суббота, Воскресенье / Карен Сеттман в детстве
- Уиллем Дефо — Терренс Сеттман[10][11]
- Гленн Клоуз — Николетт Кейман[11]
- Марван Кензари — Эдриан Ноулз[12]
- Пол Сверре Хаген — Джерри[12]
- Адетомива Едун — Эдди
- Стиг Фроде Хенриксен
- Сантьяго Кабрера — доктор в рекламном ролике
- Роберт Вагнер — Чарль Беннинг[12]
- Кристиан Рубек — Джо[12]
- Камерон Джек — голландец

## Критика
Фильм получил смешанные отзывы кинокритиков. На сайте Rotten Tomatoes фильм имеет рейтинг 59 % на основе 22 рецензий со средним баллом 5,5 из 10. На сайте Metacritic фильм имеет оценку 47 из 100 на основе 11 рецензий критиков, что соответствует статусу «смешанные или средние отзывы». Джессика Кинг из журнала «Variety» назвала фильм «нелепым, жестоким, забавным, тупым научно-фантастическим боевиком». В то же время, по её мнению, несмотря на то, что «в сюжете полно дыр, а персонажи Рапас сильно отличаются, у фильма есть все шансы стать культовым».
Оригинальный сценарий Макса Боткина был включен в чёрный список лучших сценариев в 2010 году.

## Награды и номинации
- Кинофестиваль в Локарно — Гран-при (номинация)